# رود جربریج
رود جربریج (به انگلیسی: Jarbidge River) رودای است که در ایالات متحده آمریکا جریان دارد.